# Zeppo Marx

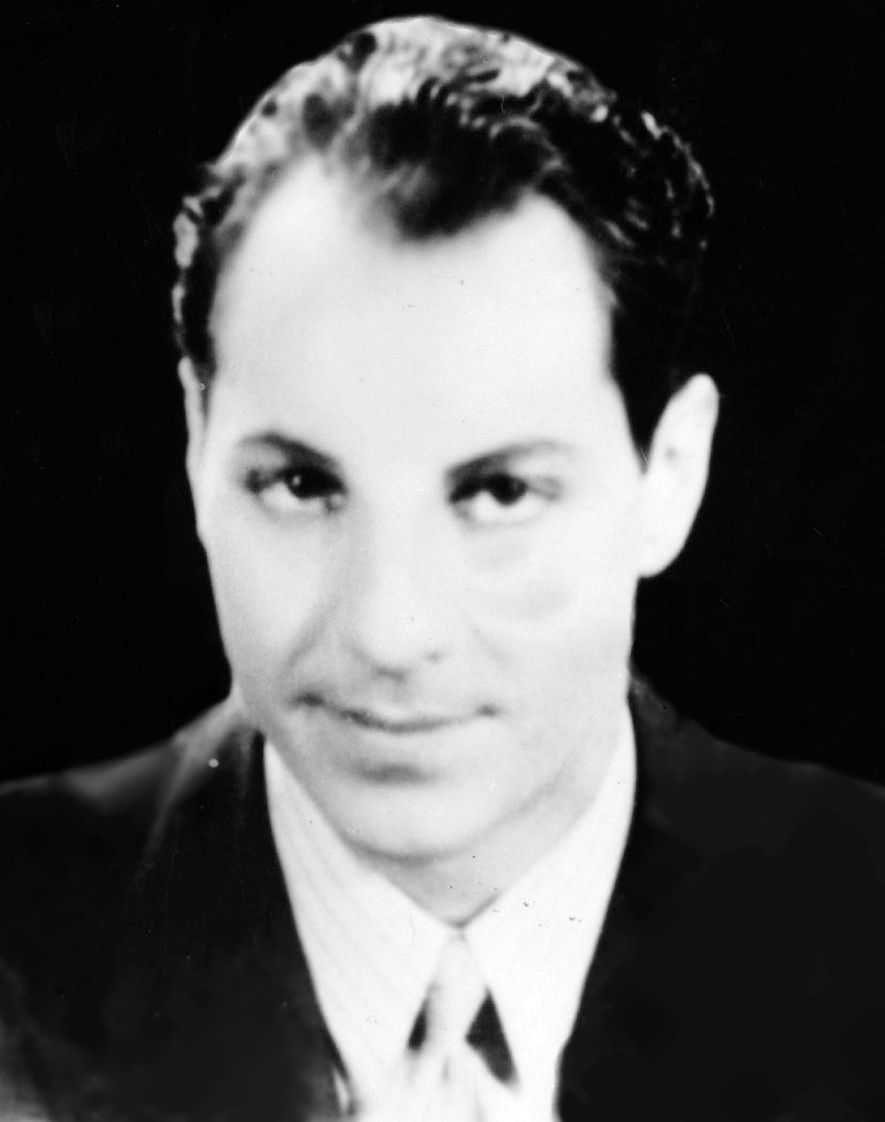
Zeppo Marx (1931)

Herbert Marx (* 25. Februar 1901 in New York; † 29. November 1979 in Palm Springs, Kalifornien), bekannt als Zeppo Marx, war ein US-amerikanischer Schauspieler und zeitweise Mitglied der Komikergruppe der Marx Brothers. Er war der Sohn von Minnie und Sam Marx.

## Leben
Zeppo war in den ersten fünf Marx-Brothers-Filmen der „straight man“ der Gruppe, auf dessen Kosten die Witze gemacht wurden, oder der romantische Liebhaber, bevor er seine Schauspielkarriere aufgab. Sein Filmcharakter war so farblos, dass er nicht gegen die exzentrischen Figuren seiner Brüder Groucho, Harpo oder Chico bestehen konnte und „ … ihn das Publikum stets mit den Statisten verwechselte“ – wie der Cineast und Filmkritiker Georg Seeßlen schrieb.  Seine Rolle wurde daher in späteren Filmen oft von anderen Schauspielern übernommen.
Sein Bruder Groucho Marx behauptete bei einem seiner Auftritte, der Name Zeppo käme davon, dass er im gleichen Jahr zur Welt kam, als der erste Zeppelin in die Luft ging (dies war allerdings bereits 1900). Gelegentlich wird der Alleinunterhalter Art Fisher als Namensgeber genannt. Er soll bei einer Pokerpartie in Rockford (Illinois) den Brüdern ihre Spitznamen in Anlehnung an eine populäre Comicserie verpasst haben. Für den boxenden und hitzköpfigen Raufbold könnten laut Groucho auch die Zippo-Feuerzeuge, mit denen sich Groucho seine Zigarren anzuzünden pflegte, ursprünglich als Namensgeber in Frage kommen. Da jedoch zu dieser Zeit der Star einer Schimpansendressurnummer auf den Namen „Mr. Zippo“ hörte, war Herbert von diesem Künstlernamen nicht gerade angetan und bestand darauf, diesen „Zeppo“ zu buchstabieren.
Zeppo Marx besaß eine Firma, die Ersatzteile für Kriegsgeräte im Zweiten Weltkrieg herstellte, und betrieb mit dem fünften Bruder Gummo Marx eine erfolgreiche Theateragentur.
Am 12. April 1927 heiratete Zeppo Marx Marion Benda. Zusammen adoptierten sie 1944 ein Kind, Timothy. Am 12. Mai 1954 wurde ihre Ehe wieder geschieden. Am 18. September 1959 heiratete er Barbara Blakely (spätere Ehefrau von Frank Sinatra), von der er sich 1973 scheiden ließ. 
Er starb am 29. November 1979 an Lungenkrebs.

## Shows
- The Street Cinderella (1918)
- On the Mezzanine Floor (1921)
- I’ll say she is (1923)
- The Cocoanuts (1929)

## Filmografie (Auswahl)
- 1929: The Cocoanuts
- 1930: Animal Crackers
- 1931: Die Marx Brothers auf See (Monkey Business)
- 1931: The House That Shadows Built
- 1932: Blühender Blödsinn (Horse Feathers)
- 1933: Die Marx Brothers im Krieg (Duck Soup)